# Lijst van alumni en medewerkers van de Erasmus Universiteit Rotterdam
- Hieronder een lijst van bekende mensen die aan de Erasmus Universiteit Rotterdam gestudeerd of gedoceerd hebben.

## Lijst

### A
- Chris Aalberts
- Stefan Aartsen
- Enrico Abrahams
- Faouzi Achbar
- Micky Adriaansens
- Wil Albeda
- Tamara van Ark

### B
- Bob Baardman
- Oege Bakker
- Peter Bakker
- Roland Bal
- Jeannette Baljeu
- Bert Balk
- Jan Peter Balkenende
- Angel Bermudez
- Henri Beunders
- Tammo Jacob Bezemer
- Rini Biemans
- Marja van Bijsterveldt
- Eelco Blok
- Hans Blokland
- Lucas Bolsius
- Eduard Bomhoff
- Louis Bontes
- Hugo Bosch
- Jan Anthonie Bruijn
- Hans de Bruijn
- Jan Bulte

### C
- Harry Commandeur
- Jacqueline Cramer

### D
- Johan Frederik ten Doesschate
- François-Xavier de Donnea
- Elbert Dijkgraaf
- Wim Dik
- Henk Don
- Jacques van Doorn
- Willem Drees jr.

### E
- Jan Edelman Bos
- Rob van Eeden
- Joost Eerdmans
- Casper van Eijck
- Steven van Eijck
- Arjo van Eijsden
- Merel Ek
- Erik van den Emster
- Max Euwe

### F
- Maarten Fontein
- Pim Fortuyn
- Willem Frijhoff

### G
- Hans Galjaard
- Nathalie van Gent
- Aart Jan de Geus
- Diederik Gommers
- Jan Goudriaan
- Maria Grever
- Pieter van de Griend
- Eric Gudde
- Wouter Gudde

### H
- Jacob Anton de Haas
- Geert Jan Hamilton
- Mark Harbers
- Peter Hartman
- Mohammed Hatta
- Koen van Heest
- Herman Heinsbroek
- Kysia Hekster
- George Hendrikse
- Cor Herkströter
- Bianca Hoogendijk
- Frans van Houten
- Alexandra van Huffelen

### I
- Joris Ivens
- Charlotte Insinger

### J
- Bas Jacobs
- Jan Kees de Jager
- Durk Jager
- Prins Johan Friso

### K
- Sadet Karabulut
- Vincent Karremans
- Arjo Klamer
- Peter Klein
- Ab Klink
- Raymond Knops
- Niko Koffeman
- Auke Kok
- Marion Koopmans
- Pieter Korteweg
- Neelie Kroes
- Ernst Kuipers
- Ted Kumpe
- Bas Kurvers

### L
- Antoinette Laan
- Henny Langeveld
- Harrie Langman
- Frans Lanting
- Arthur Lehning
- Joanne van der Leun
- Han Leune
- David de Levita
- Piet Lieftinck
- Marc Loth
- Ruud Lubbers

### M
- Kamiel Maase
- Chantal Mak
- Elaine Mak
- Vanessa Mak
- Karel Paul van der Mandele
- Nizar El Manouzi
- Hjalmar van Marle
- Deirdre McCloskey
- Lucas Meijs
- Pauline Meurs
- Eimert van Middelkoop
- Piet Moerland
- Fatima Moreira de Melo
- Anne Mulder
- Michiel Muller
- Talitha Muusse

### N
- Doede Nauta
- Annette Nijs
- André Nollkaemper
- Jo van Nunen

### O
- Hein van Oorschot
- Sergio Orlandini
- Ab Osterhaus
- Jo Otten

### P
- Marco Pastors
- Bram Peper
- Lilianne Ploumen
- Gerrit van Poelje
- Willemijn Posthumus-van der Goot
- Heinz Hermann Polzer (bekend als Drs. P)
- Nicolaas Wilhelmus Posthumus
- Meiny Prins
- Jan Pronk
- Kim Putters

### Q
- Andries Querido

### R
- Ronald van Raak
- Trix Rank-Berenschot
- Jaap Reesema
- Joop van der Reijden
- Alexander Ribbink
- Martin van Rijn
- Alexander Rinnooy Kan
- Jo Ritzen
- Uri Rosenthal
- Jan Rotmans
- Onno Ruding

### S
- Luc Sala
- Piet Sanders
- Sven Sauvé
- Rinus van Schendelen
- Sander Schimmelpenninck
- Willem Schinkel
- Carola Schouten
- Dominic Schrijer
- Melanie Schultz van Haegen
- Feike Sijbesma
- Bas Smit
- Antonius Speekenbrink
- Hans Stam
- Maarten Struijvenberg
- Saskia Stuiveling
- Dirk Swagerman
- Frans Swarttouw

### T
- Henri Theil
- Marianne Thieme
- Ad van Tiggelen
- Jan Tinbergen

### V
- João Varela
- Jeroen van der Veer
- Cees Veerman
- Roel in 't Veld
- Annelies Verbon
- Koos Verhoeff
- Henk Volberda
- J.G.Ch. Volmer
- Ann Vossen
- Willem Vrakking

### W
- Jan Waaijer
- Frans Weisglas
- Nout Wellink
- Inez Weski
- Johan Witteveen
- Hans Wijers
- Dik Wolfson
- Rutger Wolfson
- Jorien Wuite

### Y
- Enes Yiğit

### Z
- Chantal Zeegers
- Anton Zijderveld
- Jelle Zijlstra
- Kees Zijlstra
- Reinier van Zutphen
- Arie van der Zwan